# Dolichoenterum longissimum
Dolichoenterum longissimum är en plattmaskart som beskrevs av Ozaki 1924. Dolichoenterum longissimum ingår i släktet Dolichoenterum och familjen Bucephalidae. Inga underarter finns listade i Catalogue of Life.